# Barham Salih
Barham Salih (kurdiska: بەرھەم ساڵح; arabiska: برهم صالح), född 12 juli 1960 i Sulaymaniyya, är en kurdisk politiker som var Iraks president från 2018 till 2022.